# Longpont
Longpont – miejscowość i gmina we Francji, w regionie Hauts-de-France, w departamencie Aisne.

## Demografia
Według danych na rok 1990 gminę zamieszkiwało 298 osób, a gęstość zaludnienia wynosiła 27 osób/km². W styczniu 2014 roku Longpont zamieszkiwało 309 osób, przy gęstości zaludnienia wynoszącej 28,2 osób/km².

## Zabytki
W Longpont znajdują się ruiny dawnego opactwa cysterskiego (XII-XIII w.).